# Tohoku Mathematical Journal
Das Tohoku Mathematical Journal (Tohoku Math. J., TMJ) ist eine seit 1911 bestehende Mathematikzeitschrift der Universität Tōhoku. Es erscheint vierteljährlich. Sprache der Veröffentlichungen ist Englisch. Es ist die älteste und erste mathematische Zeitschrift in Japan.
Das Tohoku Mathematical Journal wurde 1911 von Hayashi Tsuruichi gegründet. Die erste Reihe 49 Bänden bis 1943. Dann gab es eine Unterbrechung durch den Zweiten Weltkrieg und die  zweite Reihe erschien ab 1949.
In der Zeitschrift erschienen in den 1950er Jahren bekannte Aufsätze von Alexander Grothendieck und Claude Chevalley. Insbesondere wird Grothendiecks Arbeit Sur quelques points d'algèbre homologique häufig als Tohoku-Paper bezeichnet.
Die ISSN ist 0040-8735.